# Limipectinidae
Limipectinidae zijn een uitgestorven familie van tweekleppigen uit de orde Pectinida.